# Mistrovství Evropy v zápasu řecko-římském 1979
Mistrovství Evropy v zápasu řecko-římském 1979 se konalo v Bukurešti, Rumunsko.

## Výsledky

### Muži
| Kategorie | Zlato                | Stříbro             | Bronz             |
| --------- | -------------------- | ------------------- | ----------------- |
| 48 kg     | Constantin Alexandru | Pavel Christov      | Anatolij Bozin    |
| 52 kg     | Robert Nersisjan     | Nicu Gângă          | Lajos Rácz        |
| 57 kg     | Šamil Serikov        | Pasquale Passarelli | Josef Krysta      |
| 62 kg     | Stelios Myjakis      | Tamás Tóth          | Kazimierz Lipień  |
| 68 kg     | Ștefan Rusu          | Ivan Saikov         | Andrzej Supron    |
| 74 kg     | Ferenc Kocsis        | Vjačeslav Mkrtyčev  | Nedko Nedev       |
| 82 kg     | Ion Draica           | Jan Dołgowicz       | Teimuraz Apjazava |
| 90 kg     | Frank Andersson      | Norbert Növényi     | Petre Dicu        |
| 100 kg    | Nikolaj Balbošin     | Roman Bierła        | Vasile Andrei     |
| +100 kg   | Aleksandar Tomov     | Roman Codreanu      | Kenan Ege         |